# Ledolomci klase Arktika
Ledolomci klase Arktika su ruski (bivši sovjetski) ledolomci na nuklearni pogon. Oni su u vlasništvu savezne vlade odnosno operatora Atomflot koji je u potpunom državnom vlasništvu. Od deset civilnih nuklearnih brodova koje je izgradila Rusija (i Sovjetski Savez), šest su ovog tipa. Oni se koriste za čišćenje sjvernomorskih trgovačkih puteva, kao i za znanstvene i turističke ekspedicije na Arktik.
Prvi ledolomac ove klase izgrađen je 1975. pod nazivom Arktika. To je prvi površinski brod koji je ikad doplovio do Arktika, danas nije u operativnom stanju. Godine 1977. izgrađen Ledolomac Sibir koji je 1993. povučen iz službe. Nakon pauze od nekoliko godina 1985. u službu je stavljen ledolomoac Rossiya, a zatim su slijedili Sovetskiy Soyuz iz 1990., te Yamal i 50 Let Pobedy iz 1993. godine. Posljednji je porinut ledolomac Ural koji je kompletiran tek 2007. godine i preimenovan u 50 Let Pobedy. Ovaj ledolomac je s dužinom od 160 i širinom od 20 metara najveći nuklearni ledolomac na svijetu. Svih šest ledolomaca klase Arktika izgrađeno je u brodogradilištu Admiralitet u Sankt-Peterburgu.